# خوان دیه‌گو سولاناس
خوان دیه‌گو سولاناس(به انگلیسی: Juan Diego Solanas) (زاده ۴ نوامبر ۱۹۶۶) کارگردان، تهیه‌کننده، فیلم‌نامه‌نویس و مدیر فیلم‌برداری اهل کشور آرژانتین است. فیلم "شمال شرق" وی در جشنواره کن ۲۰۰۵ در بخش جایزه برای کارهای نو و نگاهی نو به نمایش در آمد. وی فرزند فرناندو سولاناس از کارگردانان مطرح آرژانتینی است.

## فیلم‌شناسی
- L'homme sans tête (2003)
- شمال شرق (۲۰۰۵)
- وارونه (فیلم) (۲۰۱۲)